# Liederbach (Dillendorf)
Liederbach ist ein Ortsteil der Ortsgemeinde Dillendorf in der Mittelgebirgslandschaft des Hunsrücks im Rhein-Hunsrück-Kreis in Rheinland-Pfalz. 

## Geographie
Der Ortsteil Liederbach liegt im Tal des Kyrbachs zwischen dem Hauptdorf Dillendorf im Süden und Nieder Kostenz im Norden. Die Hunsrückquerbahn sowie die Bundesstraße 50 verlaufen nördlich des Ortes. 

## Geschichte
Liederbach entstand erst Anfang der 1960er Jahre, vornehmlich geplant als Wohnsiedlung für amerikanische Militärangehörige der westlich gelegenen Hahn Air Base.